# Muzzana del Turgnano
Muzzana del Turgnano – miejscowość i gmina we Włoszech, w regionie Friuli-Wenecja Julijska, w prowincji Udine.
Według danych na rok 2004 gminę zamieszkiwały 2662 osoby, 110,9 os./km².